# イーゼル

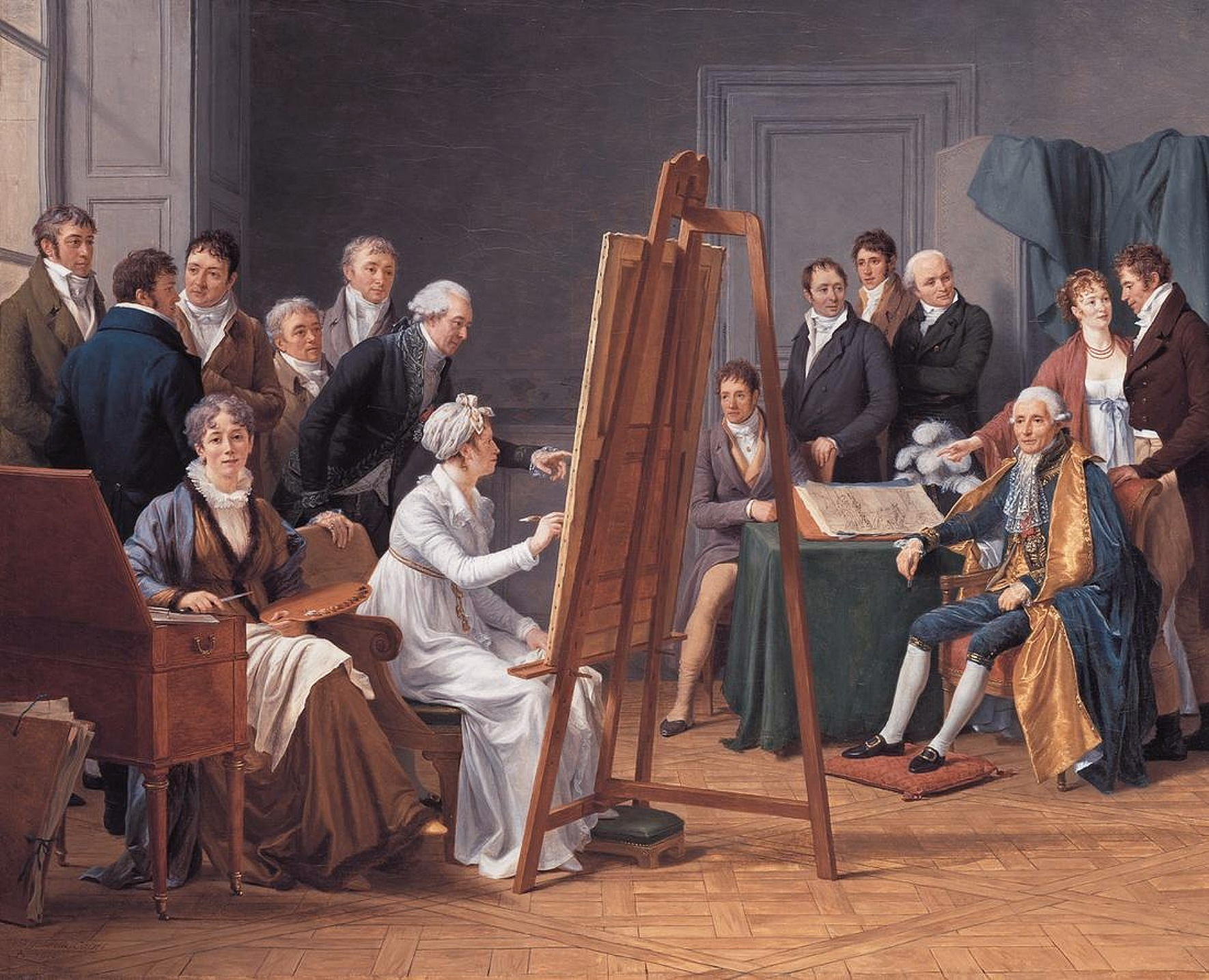
マリー＝ガブリエル・カペ『アトリエの情景』(1808)

イーゼル（英語: easel）とは、何かを載せて固定し、また飾るのに用いられる支持体である。特に画家がキャンバス、画板などを固定するのに用いる。「画架」とも訳される
。
この語は古高ドイツ語でロバの同義語であった。ドイツ語とアフリカーンス語のeselやかつてのオランダ語のezel（画架のイーゼルはschildersezel「画家のロバ」と書かれるのが一般的）のように、イーゼルに相当する語は多くの言語で動物と器具の両方を1語で指していて、これらはいずれもラテン語のAsinus（英語のロバassの語源でもある）から来ている。デンマーク語ではイーゼルはstaffeli、ロバはæselである。
古代エジプトの時代には既にイーゼルが使われていたことが知られている。1世紀には、ガイウス・プリニウス・セクンドゥスがイーゼルに載せた大きなパネルに言及している。
最も多い用途は、画家が描く時にキャンバスや大きなスケッチブックを固定したり、完成した絵画を展覧会で展示するのに使用したりすることである。画家のイーゼルの一番シンプルな形は、3つの垂直な柱が端で結合している「三脚」型である。中央の柱が他の2本から旋回して離れられる機構があり、三脚を形成している。旋回しない2つの柱にはキャンバスを載せる水平方向の横材が据えられている。こうしたものは黒板や映写面やプラカードなどの設置にも適している。大型のイーゼルは床の上に直接立てて、小型のイーゼルは机の上に載せて使うように作られている。木材・アルミニウム・鋼などで出来ていることが多い。

## 構造

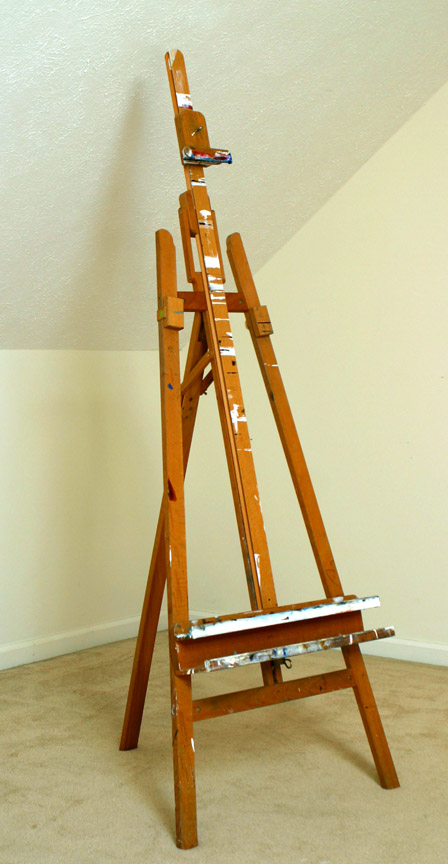
角度調整機能つきの三脚イーゼル

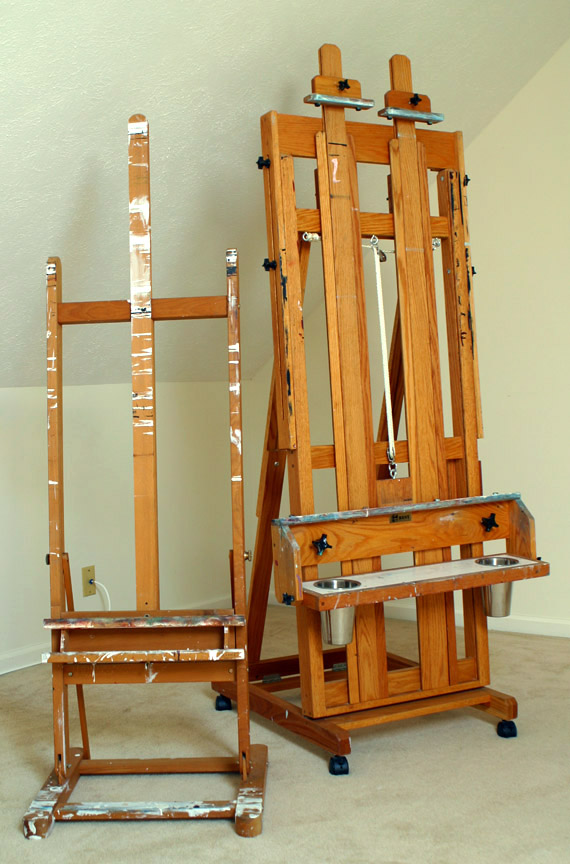
H型イーゼル2種

イーゼルには2つの一般的な構造がある。
三脚型
3つの脚から構成されているイーゼル。より安定するよう横木を設けたものや、作業面の高さを調整する機構を別に設けて三脚の安定性を損ねないようにしたものもある。
H型
直角で構成されているイーゼル。全ての柱は概ね互いに平行で、長方形の基部に繋がっている。イーゼルの主要部分は2つの鉛直な柱と水平な支持材から成っており、H字型を形成している。角度を調整できるようにしたものもある。

## 用途

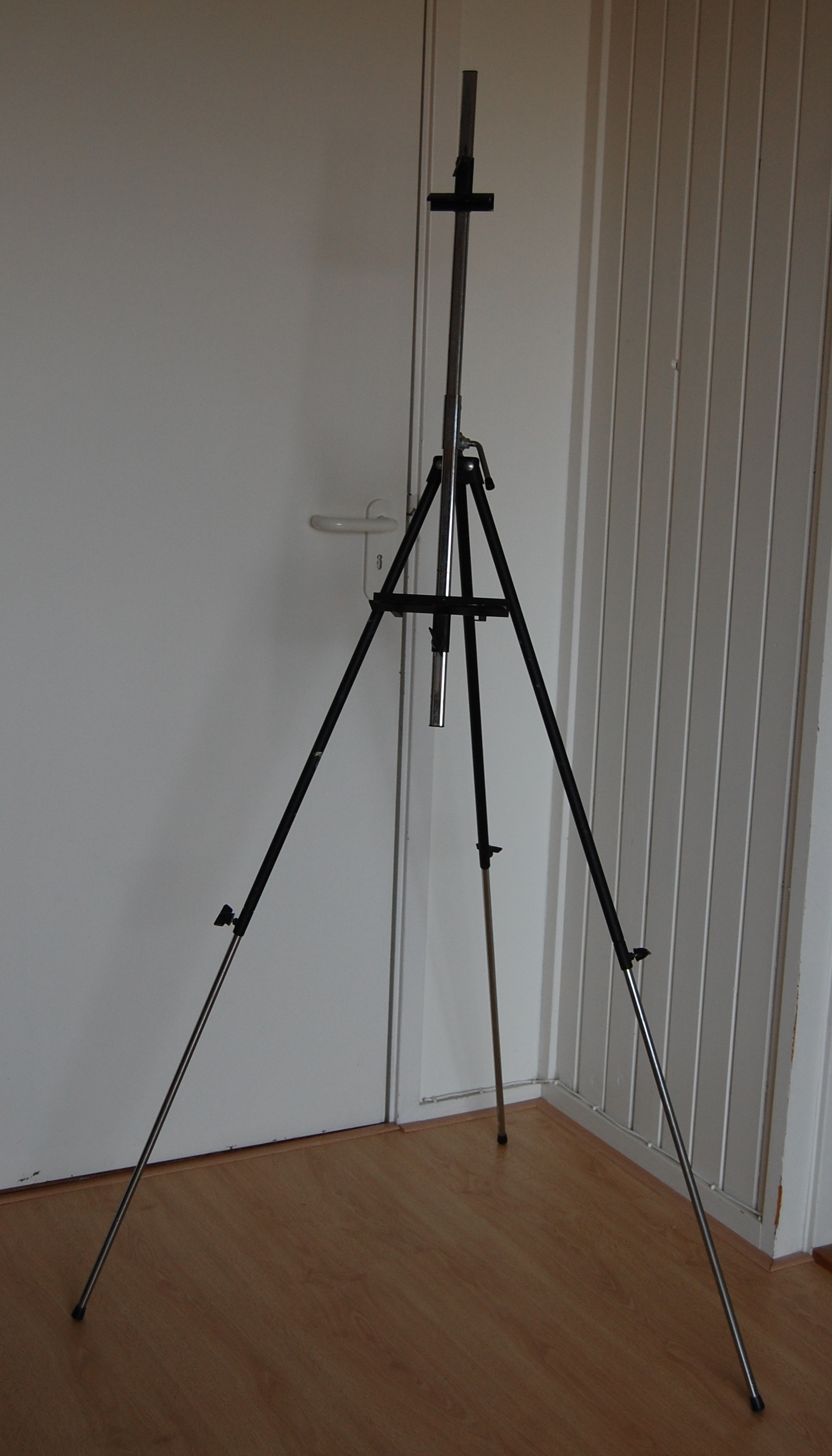
アルミ制

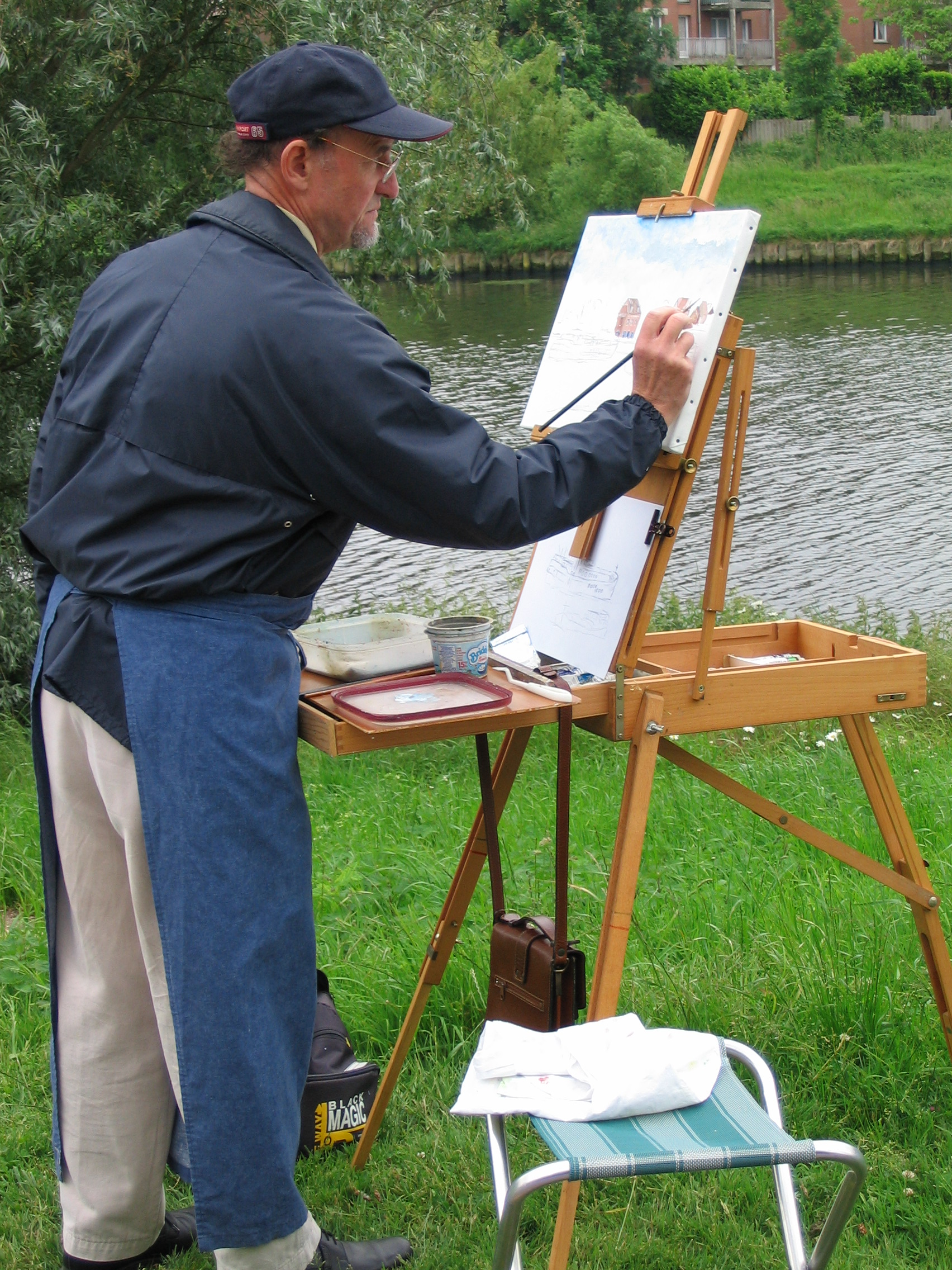
イーゼルボックス

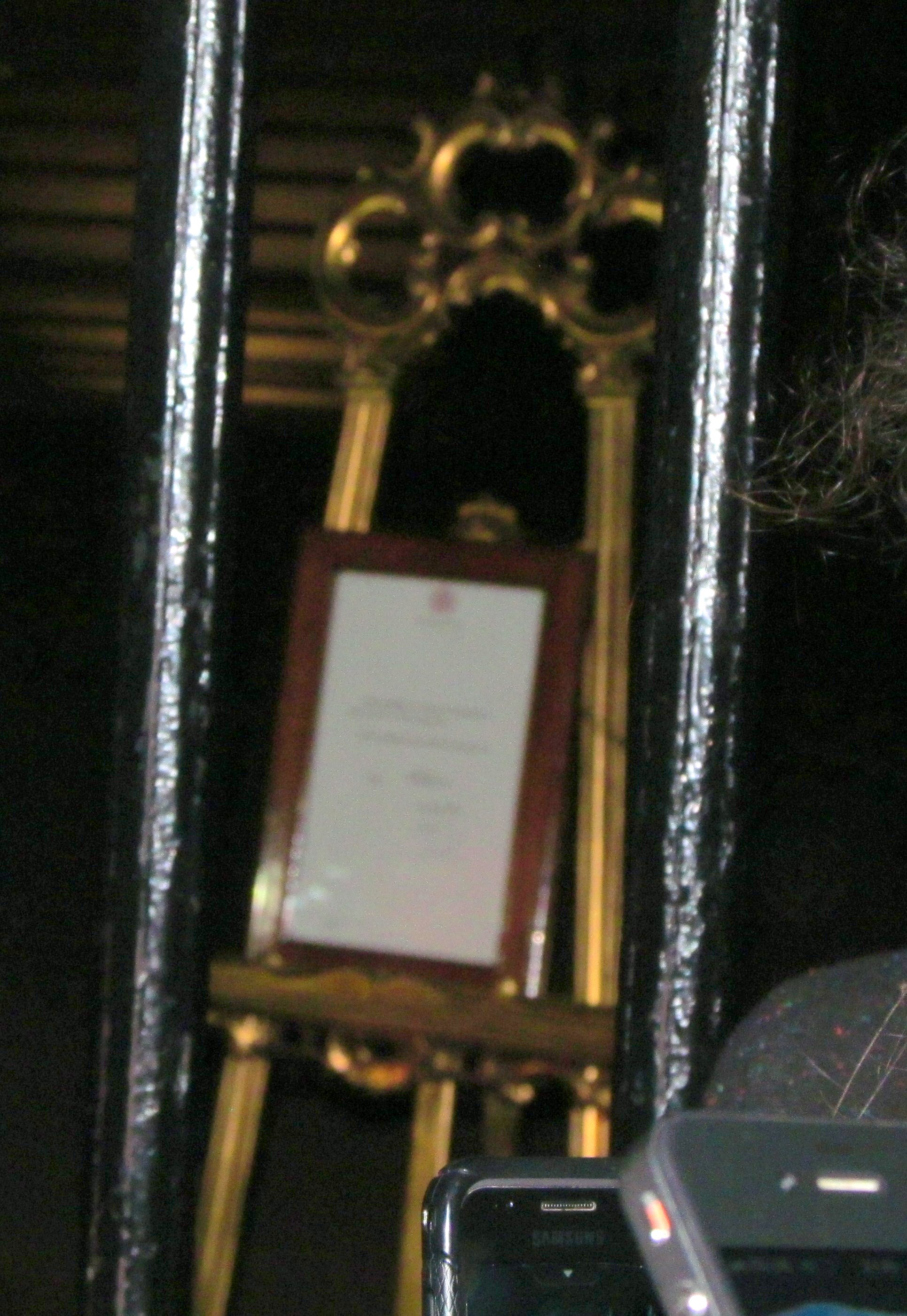
バッキンガム宮殿で使用されたもの

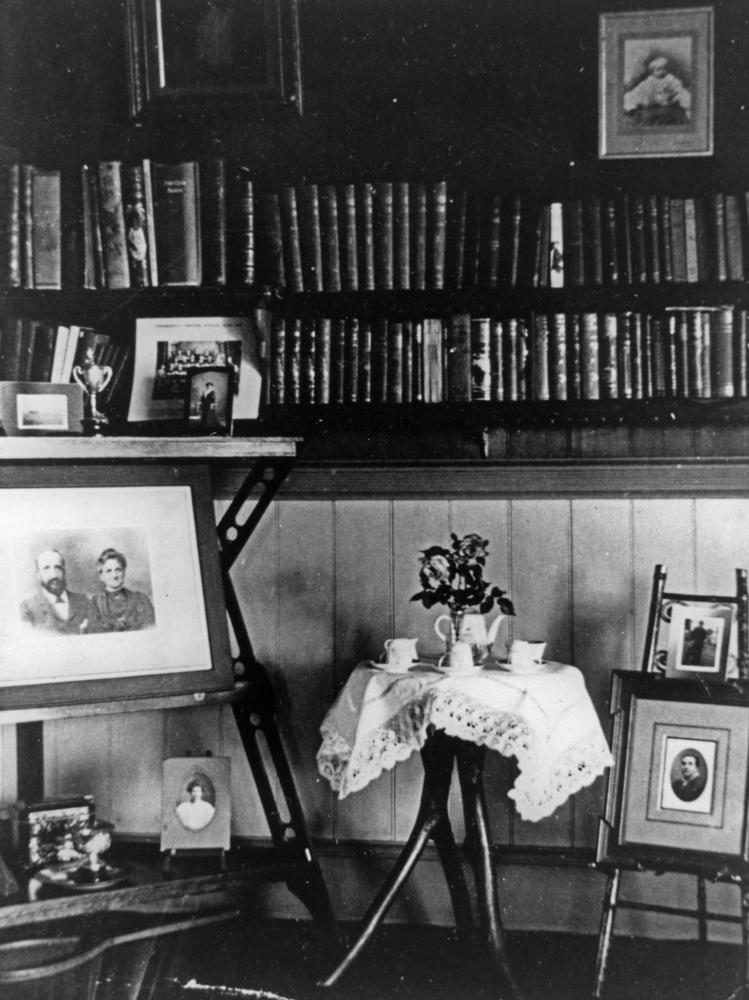
オーストラリアの邸宅のインテリア

主な用途は3つある。
アトリエイーゼル（スタジオイーゼル）
画家がアトリエで使うことを前提にしたもので、移動させることはあまり考慮されていない。シンプルな構造のものもあれば、ウインチ・複数のマスト・キャスターなどの非常に複雑な機構を持ったものもある。大きなものになると重さ100kg、高さ2m以上のパネルを支えることができる。
野外イーゼル
携帯に適し、屋外での創作活動に用いられるイーゼル。このタイプのイーゼルは中型か小型で、伸縮自在または折り畳み可能な脚を持つ三脚型であるのが普通である。フランス式イーゼルボックスには画材を便利に収納できる区画があり、ブリーフケースやリュックサックのようにして持ち運べるようハンドルか紐が付けられている。
ディスプレイイーゼル
完成した作品の展示向けのイーゼル。制作中の画家が必要とするような安定性は求められないので、非常にシンプルな構造になる傾向がある。載せる物の重さや大きさに応じてさまざまな大きさや頑丈さのものがある。